# 2014년 7월
| 2014년: 1월 · 2월 · 3월 · 4월 · 5월 · 6월 · 7월 · 8월 · 9월 · 10월 · 11월 · 12월 |

| <           | 2014년 7월 | 2014년 7월 | 2014년 7월 | 2014년 7월 | 2014년 7월 | >          |
| 일          | 월         | 화         | 수         | 목         | 금         | 토         |
|             |            | 1 6.5 계유 | 2 6 갑술   | 3 7 을해   | 4 8 병자   | 5 9 정축   |
| 6 10 무인   | 7 11 기묘  | 8 12 경진  | 9 13 신사  | 10 14 임오 | 11 15 계미 | 12 16 갑신 |
| 13 17 을유  | 14 18 병술 | 15 19 정해 | 16 20 무자 | 17 21 기축 | 18 22 경인 | 19 23 신묘 |
| 20 24 임진  | 21 25 계사 | 22 26 갑오 | 23 27 을미 | 24 28 병신 | 25 29 정유 | 26 30 무술 |
| 27 7.1 기해 | 28 2 경자  | 29 3 신축  | 30 4 임인  | 31 5 계묘  |            |            |

| - 7월 24일 - 유채영 - 7월 23일 - 레바논 대통령 선거 9차전 - 7월 13일 - 슬로베니아 총선 - 7월 09일 - 쿡 제도 총선 - 7월 09일 - 인도네시아 대통령 선거 - 7월 02일 - 레바논 대통령 선거 8차전 편집하기 |

## 2014년 7월 31일 (목요일)
정치
- 새정치민주연합의 김한길, 안철수 공동 대표가 재보궐 선거 패배에 책임을 지고 사퇴하였다.
- 손학규 고문이 정계 은퇴를 선언했다.

## 2014년 7월 30일 (수요일)
사고
- 멕시코의 동부 베라크루스 주의 후안 로드리게스 클라라 남서부 지역에서 규모 6.3의 지진이 발생하였다.

## 2014년 7월 25일 (금요일)
사고
- 탑승객 116명을 태웠던 알제리 항공 5017편의 추락 항공기 잔해, 블랙박스, 탑승객 시신 일부가 아프리카 말리에서 발견되었다.

사회

## 2014년 7월 24일 (목요일)
사고
- 116명을 태운 알제리 항공 5017편이 니제르 상공에서 실종되었다.

사회
- 대한민국 경상북도 의성군에서 구제역이 발생하였다.

## 2014년 7월 23일 (수요일)
사고
- 트랜스아시아 항공 222편이 마궁 공항에서 착륙에 실패하여 53명이 사망했다.

## 2014년 7월 22일 (화요일)
사건사고
- 태백선 태백역과 문곡역 사이 단선구간에서 무궁화호 열차와 O-train열차가 충돌하여 1명이 사망하고 90명이 부상당했다.

## 2014년 7월 17일 (목요일)
사건사고
- 세월호 침몰 사고 지원을 나갔던 강원소방본부 소속 헬리콥터가 광주광역시 광산구 장덕동의 아파트 단지 인근 대로 한복판에 추락하였다. 이 사고로 강원소방본부 소속 소방교와 소방장 등 헬기에 탔던 5명 전원이 사망하고, 인근 버스정류장에 있던 여학생 1명이 부상당하였다.
- 부산지하철 1호선 전동차 집전장치에서 화재가 발생해서 대피하던 승객 5명이 다쳤다.

국제
- 암스테르담발 쿠알라룸푸르행 말레이시아 항공 17편이 우크라이나 도네츠크주 동부에서 미사일에 피격되어 추락하였다. 이 사고로 승객과 승무원 298명 전원이 사망하였다.

국제
- 조선민주주의인민공화국이 국제자금세탁방지기구에 사상 최초로 가입하였다.

## 2014년 7월 16일 (수요일)
사회
- 대한민국 수도권 광역버스의 입석운행이 금지되다.

## 2014년 7월 15일 (화요일)
사건사고
- 러시아 모스크바 지하철에서 열차가 탈선하여 22명이 숨지고 150여명이 부상당했다.

## 2014년 7월 14일 (월요일)
선거
- 슬로베니아 총선에서 미로슬라프 케라어 주니어의 미로 케라어 당이 1당이 되었다.

## 2014년 7월 9일 (수요일)
국제
- 인도네시아에서 대통령 선거가 치러졌다.

## 2014년 7월 8일 (화요일)
스포츠
- 2014년 FIFA 월드컵
  - 독일 축구 국가대표팀이 2014년 FIFA 월드컵 4강전에서 브라질을 7:1로 크게 이기고 결승전에 진출했다.

## 2014년 7월 5일 (토요일)
전쟁
- 2014년 우크라이나 친러시아 분쟁
  - 도네츠크 인민 공화국이 슬로우얀스크를 포기하고 후퇴했다.
  - 도네츠크 인민 공화국이 크라마토르스크를 포기하고 후퇴했다.

## 2014년 7월 3일 (목요일)
정치
- 시진핑 중화인민공화국 국가 주석이 1박 2일의 일정으로 대한민국을 방문하였다.

## 2014년 7월 1일 (화요일)
정치
- 청주시와 청원군이 통합청주시로 통합하였다.

국제
- 일본이 각의 결정을 통해 집단적 자위권을 제한적으로 인정하는 헌법 해석 변경안을 의결하였다.